# Lágymányos
Lágymányos Budapest egyik városrésze a XI. kerületben. Lakóinak száma 19 741 fő, a lakások száma 10 333 (2001). Róla kapta a nevét a megépülte után a Lágymányosi (ma Rákóczi) híd és a Lágymányosi-öböl, amely azonban már nem Lágymányoshoz, hanem Nádorkerthez tartozik.

## Földrajz
Határai: Móricz Zsigmond körtér keleti oldala – Bartók Béla út – Szent Gellért tér – Duna folyam – a budai összekötő körvasút – Fehérvári út a Móricz Zsigmond körtérig.

## Történelem
A név eredete vitatott: egyesek lágy talajára, mások a német Leutenant szóra vezetik vissza.
Az 1838-as árvíz után kezdték meg a folyamszabályozást a területen, amelynek első eleme a Gellért-hegytől délre húzódó töltéspart, a Kopaszi-gát őse, a 3 km hosszú Kopaszi párhuzammű megépítése lett 1870-1876 között: ez választotta le a hegy alatti szakaszon kiszélesedő Dunáról a Lágymányosi-tó területét. A tavat a József Nádor Műszaki Egyetem építésekor kezdtek el déli irányba haladva fokozatosan feltölteni. Az 1881-1886 között feltöltött területen elsőként az 1896-ban elkészült Ferenc József hídtól (ma Szabadság híd) délre, a lágymányosi Egyetemváros részeként a 7,2 hektáron elterülő Műegyetem központi kampuszait építették fel. Elsőként a Szent Gellért téri CH, utolsóként az 1909-re kiépült Műegyetem rakparton álló K épületekkel, 1904 és 1909 között készült el Hauszmann Alajos, Pecz Samu és Czigler Győző tervei alapján.
A Bertalan Lajos utca és a Goldmann György tér között elsőként az 1955-ben elkészült R.T.H. épületeivel bővült. Utolsóként pedig a V2 (1969) és az 1983-ban átadott Goldmann-menza épületeivel, amelyeket 2021-ben bontottak le. A helyükre a BME Fejlesztési és Innovációs Központ kerül majd.
A Goldmann György tér és az Infopark közötti, addig üres terület első épülete az ELTE kémiai laboratóriuma lett 1989-ben. A Pázmány Péter rakparton az ELTE Északi tömbje 1994-1998 között, a Déli tömb 2001-ben készült el. A Magyar Tudósok körútján a Magyar Szentek Plébánia 1995-1996 között épült. Vele szemben a BME I épületét 1998-ban, a Q épület 2011-ben, az MTA Természettudományi Kutatóközpontját pedig 2013-ban adták át.
Az eredetileg az Expo '96 nevű világkiállításhoz tervezett Tüskecsarnok építését 1993-ban kezdték el. 1998-ban (más források szerint 1996-ban) félbehagyták. Végül 2014-ben adták át.
Az 1976-ban átadott Skála Budapest Nagyáruház telkén korábban az 1935-ben megnyílt, 12000 férőhelyes Budapesti EAC stadion működött, amely 1977-ben költözött át a mai Bogdánfy utcai sporttelepre, a MAFC pálya mellé. A Skálát 2007-ben lebontották, a helyén 2009-ben nyitott meg az Allee Bevásárlóközpont. Mellette a Fehérvári úti vásárcsarnok doboza 2003-ban, a Skála átadása után 1977-ben felhúzott forgalmas piac, félig nyitott vasbeton piramisát fedte be.
A Schönherz Kollégium tornya 1976-1981 között épült.
A Fehérvári úttól kezdve a Bogdánfy út felé a Lágymányosi lakótelep 1954-1965 között épült fel három ütemben, 3500 lakással.
A (belső) Budafoki úton a Lágymányosi Dohánygyár 1908-1912 között épült. 1910-ben kezdődött el benne a termelés, majd 1965-ben vidékre költöztették. 2013 óta a Lechner Tudásközpont otthona.
Az Október huszonharmadika utca és a Budafoki út sarkán 1970-ben épült Országos Kőolaj és Gázipari Tröszt székház ma a MOL igazgatóságának korábbi épülete.
Lágymányos városrészként elismerésére 1990-ben került sor.

## Gazdaság
2022-ig Lágymányoson, az Október 23. utcán volt a MOL székháza. Az Irinyi József utcától délre az Infoparkban több informatikai cég központja működik.

## Közlekedés
A városrész déli határát érinti a Körvasút Keleti pályaudvar és Kelenföld vasútállomás közötti szakaszának Ferencváros-Kelenföld állomásköze (amelyet sokszor az 1-es vasútvonal részének tekintenek), de megállóhely ezen a szakaszon nincsen.
A helyi közösségi közlekedést számos villamos- és autóbuszjárat szolgálja. Lágymányost keresztezi és itt végállomásozik a 4-es és a 6-os villamos. A Bartók Béla úton közlekedik a 7-es, a 907-es, a 973-as és a 973A busz, a 17-es, a 19-es, a 41-es, a 47-es, a 48-as és a 49-es villamos, valamint a Fehérvári úton a 973-as és a 973A busz, a 17-es, a 41-es, a 47-es, a 48-as és az 56-os villamos. Újbuda-központnál van a végállomása a 4-es villamosnak, az 53-as, a 150-es és a 150B autóbuszoknak, a Móricz Zsigmond körtér lágymányosi oldalán pedig a 6-os villamosnak, valamint a 33-as, 33A és az 58-as buszoknak. Ezeken kívül délen érinti a városrészt az 1-es villamos és a 901-es busz, a felső rakparton át az Infoparknál munkanapokon végállomásozó 153-as, és a Nádorkerten felépült BudaPart felé tartó 107-es és 154-es, továbbá a Petőfi hídon a Boráros tér felé közlekedő 212-es, 212A, 212B és 918-as busz is. Az M4-es metrónak három állomása van Lágymányos nyugati határán (Újbuda-központ, Móricz Zsigmond körtér, Szent Gellért tér – Műegyetem).
A legfontosabb közúti kapcsolatok: A terület déli határán a Körvasút északi oldalán húzódó Rákóczi híd lehajtója. (Ami a városrészt észak-dél irányban átszelő belső Budafoki útnál dél felé fordulva a Szerémi útba torkollik. A legforgalmasabb a nyugat-keleti irányú Október huszonharmadika utca–Irinyi József utca–Petőfi híd tengely, a Duna-parton a Budai alsó rakpart, a nyugati oldalon pedig a Bartók Béla út és a Fehérvári út jelenti. Mind közúti, mind közösségi közlekedési szempontból fontos csomópontok az Újbuda-központ, Móricz Zsigmond körtér és a Szent Gellért tér.

## Kultúra
A Kőrösy József utcában található a MU Színház.

## Egyetemváros
Lágymányoson található Budapest legnagyobb összefüggő egyetemi városrésze, amely a Budapesti Műszaki és Gazdaságtudományi Egyetem (BME) az Eötvös Loránd Tudományegyetem (ELTE) és az Magyar Tudományos Akadémia (MTA) kampuszaiban berendezkedve számos kar és tudományos műhely számára biztosítanak ideális helyet. 2016. május 11-én Újbuda Önkormányzatának támogatásával megalakult a Együttműködő Okos Közlekedési Rendszerek Munkacsoport a BME Informatikai Karán.
A városrész középiskolái:
- József Attila Gimnázium
- Bárdos Lajos Általános Iskola és Gimnázium Baranyai u. 16-18.
- Újbudai Széchényi István Gimnázium Egry józsef utca 3.
- Kürt Alapítványi Gimnázium

## Szabadidő, szórakozás
Kedvelt szórakozóhelyek a Petőfi híd budai hídfőjénél az A38 Hajó és a Rákóczi híd lehajtóinál található Zöld Pardon.

## Sport
A városrész fontos sportlétesítménye a BME és az ELTE közös sporttelepe a Bogdánfy utcában, ahol többek között futó- és labdarúgópálya, teniszpályák, illetve a BME uszoda kapott helyet. Itt található a Tüskecsarnok is.

## Galéria

A lágymányosi Duna-part. A Műegyetem helyével
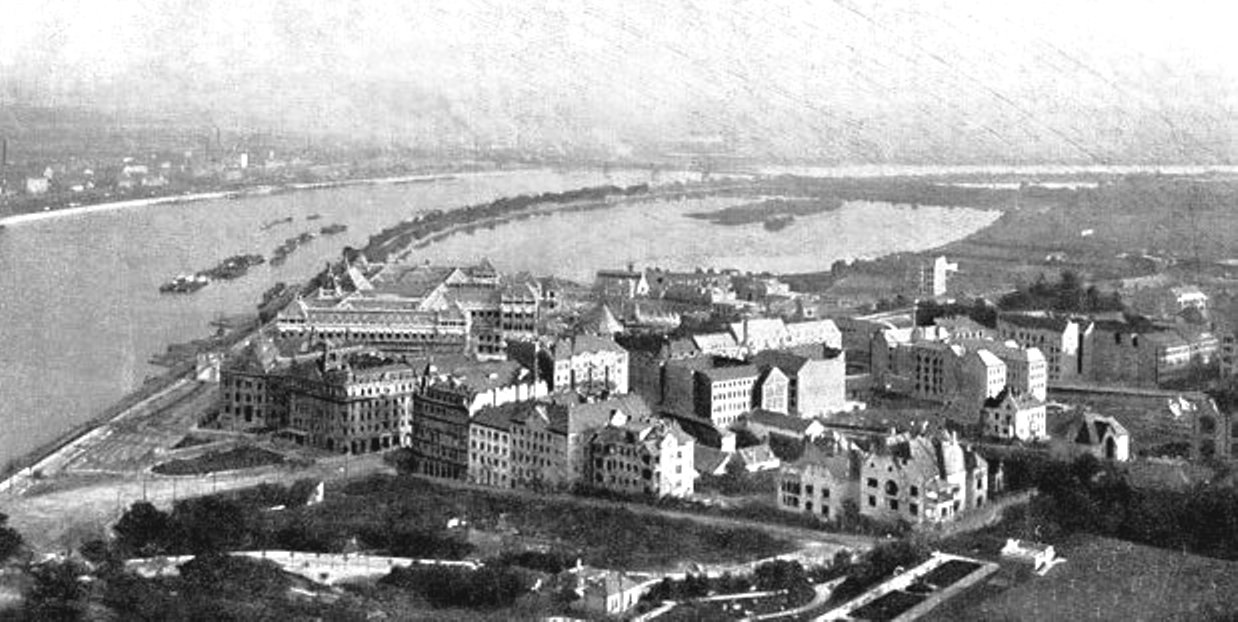
A térség 1910 körül: a Gellért Szálló még sehol, háttérben a Lágymányosi-öböl
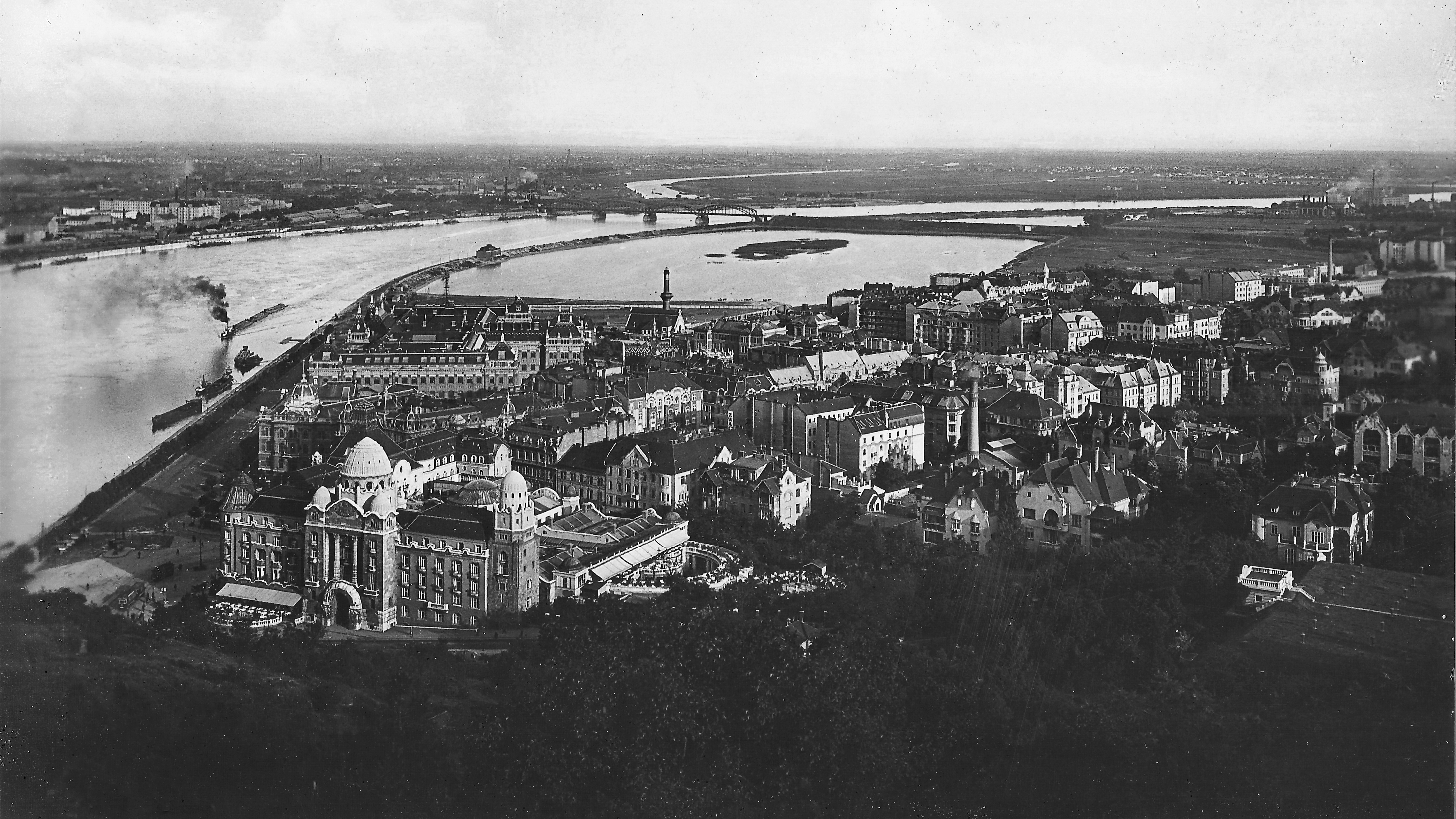
1926-ban készült látkép a Gellérthegyről dél felé. Előtérben a Gellért Gyógyfürdő és a Műegyetem, hátrább a Lágymányosi-tó és az Összekötő vasúti híd
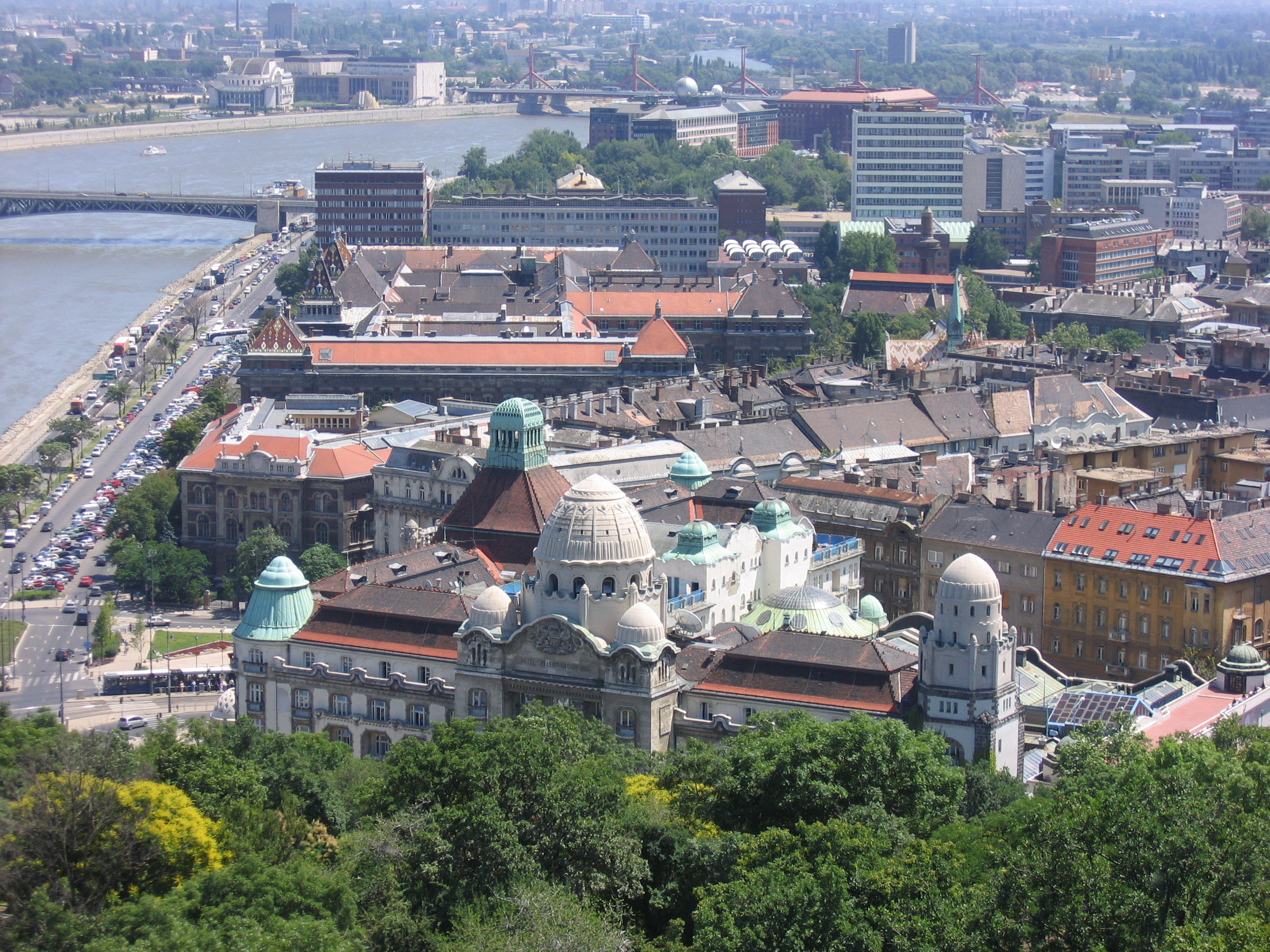
Lágymányos Duna-parti része a Citadelláról nézve 2005-ben (előtérben a Gellért gyógyfürdő)
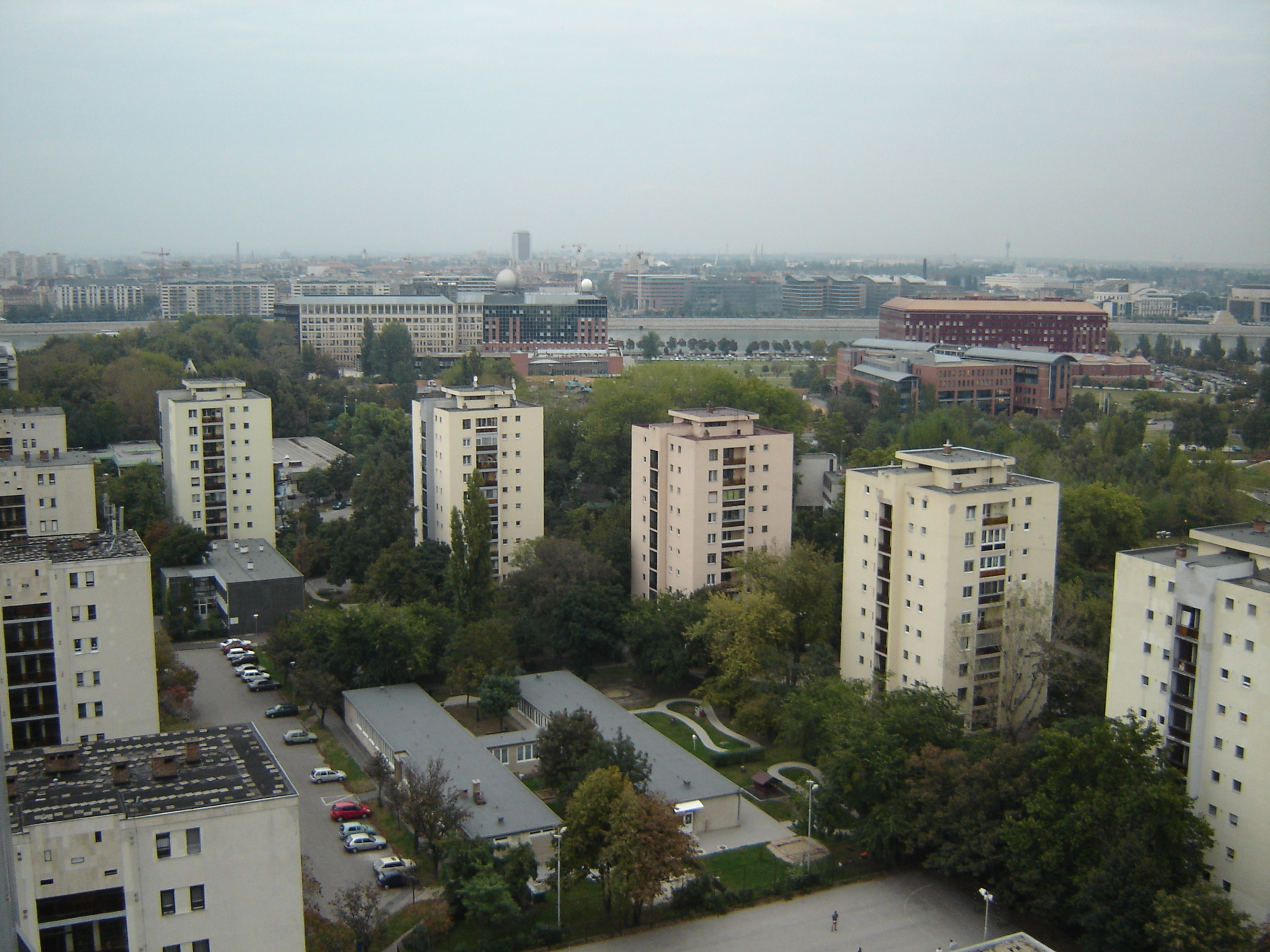
BME]] informatikai épülete
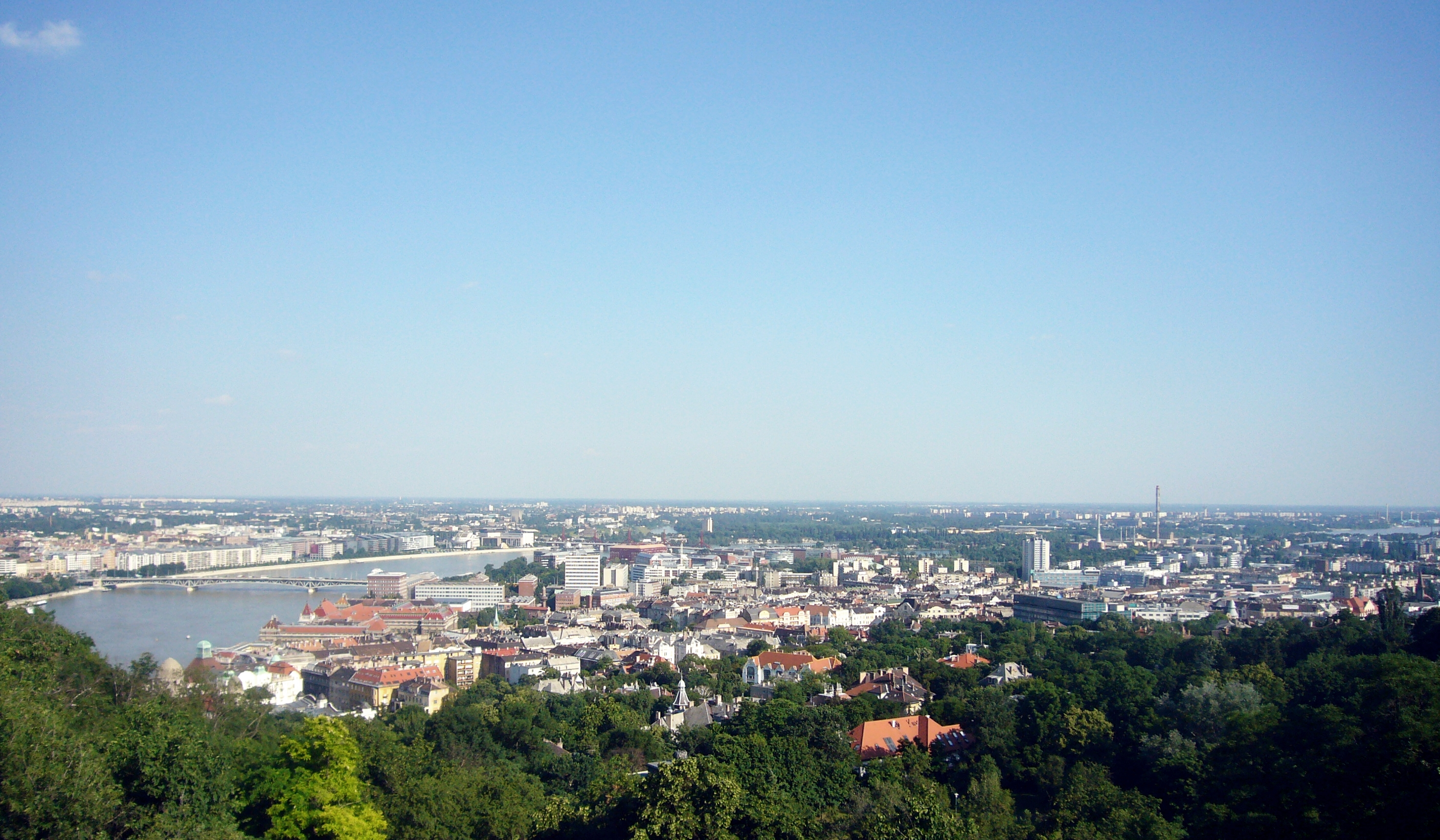
A városrész 2013-ban
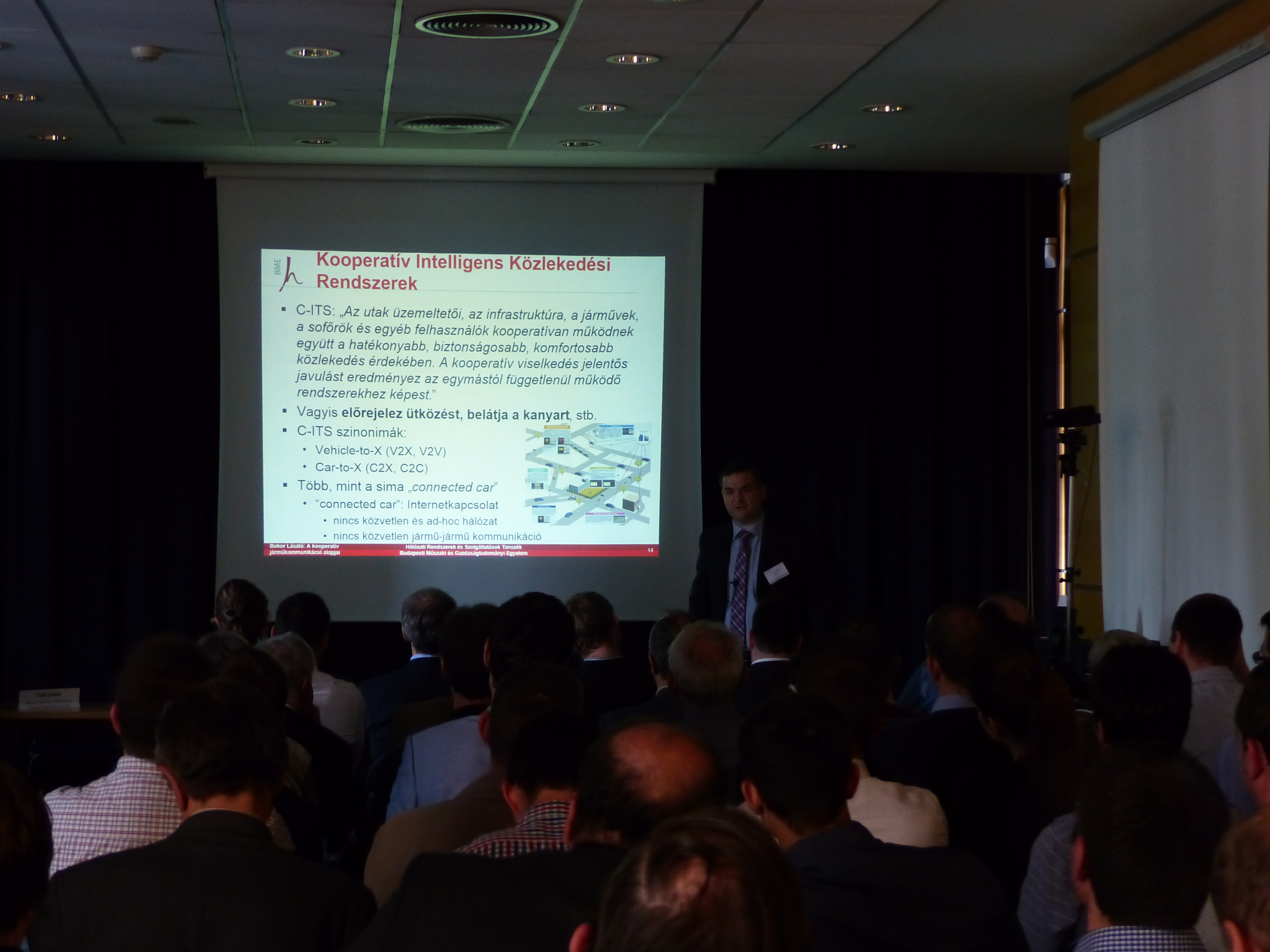
Az Együttműködő Okos Közlekedési Rendszerek Munkacsoport megalakulása 2016-ban